# 552727 Hauszmann
552727 Hauszmann este o planetă minoră (asteroid) din centura de asteroizi. A fost descoperită pe 2 septembrie 2010 la Piszkéstetői Obszervatórium⁠(d) de . 
Obiectul prezintă o orbită caracterizată de o semiaxă mare de 2,5471511889333 UAi, o excentricitate de 0,16407492278375, o înclinație de 8,2771670788061 ° în raport cu ecliptica.